# Заречное (Есильский район)
Заре́чное (каз. Заре́чное) — село в Есильском районе Акмолинской области Казахстана. Административный центр Зареченского сельского округа. Код КАТО — 114847100.

## География
Село расположено в 30 км на север от районного центра города Есиль. Вдоль села протекает река Ишим.

## Население
В 1989 году население села составляло 1458 человек (из них русских 35%).
В 1999 году население села составляло 1495 человек (753 мужчины и 742 женщины). По данным переписи 2009 года, в селе проживало 1080 человек (547 мужчин и 533 женщины).
| Динамика численности населения | Динамика численности населения | Динамика численности населения |
| 1989                           | 1999                           | 2009                           |
| ------------------------------ | ------------------------------ | ------------------------------ |
| 1458                           | ↗1495                          | ↘1080                          |